# Molles
Molles est une commune française située dans le département de l'Allier, en région Auvergne-Rhône-Alpes. Elle fait partie de l'aire d'attraction de Vichy.

## Géographie

### Localisation
La commune de Molles est située en Montagne bourbonnaise, au sud-est du département de l'Allier, « à l'est de Vichy et de la plaine de l'Allier ».
| - OpenStreetMap Limite communale |

À vol d'oiseau, elle est à 8,3 km à l'est-sud-est de Cusset, à 10,5 km à l'est-sud-est de la sous-préfecture Vichy, à 16,8 km au sud-sud-ouest de Lapalisse et à 53,8 km au sud-sud-est de la préfecture Moulins.
Lieux-dits : Blanchet, Blanchirière, les Chervins, la Croix Forge, les Étaix, Chez Gouet, Dafour, Fontenille, Gâcon, le Gard, Gravoin, Guillarmière, Maltière, Roffin, les Vaux.
Sept communes sont limitrophes :
| Saint-Étienne-de-Vicq | Saint-Christophe-en-Bourbonnais | Isserpent   |
| Cusset                | Molles                          | Nizerolles  |
| Busset                |                                 | La Chapelle |

### Géologie et relief
La commune s'étend sur 2 689 hectares ; son altitude varie entre 325 et 495 mètres.

### Hydrographie
Elle est traversée par le Jolan, qui définit la limite nord et est de la commune, et le Mansan, affluents du Sichon.

### Climat
Pour des articles plus généraux, voir Climat d'Auvergne-Rhône-Alpes et Climat de l'Allier.
En 2010, le climat de la commune est de type climat océanique dégradé des plaines du Centre et du Nord, selon une étude du CNRS s'appuyant sur une série de données couvrant la période 1971-2000. En 2020, Météo-France publie une typologie des climats de la France métropolitaine dans laquelle la commune est exposée à un climat de montagne ou de marges de montagne et est dans une zone de transition entre les régions climatiques « Centre et contreforts nord du Massif Central » et « Nord-est du Massif Central ».
Pour la période 1971-2000, la température annuelle moyenne est de 10,7 °C, avec une amplitude thermique annuelle de 16,1 °C. Le cumul annuel moyen de précipitations est de 930 mm, avec 10,8 jours de précipitations en janvier et 7,8 jours en juillet. Pour la période 1991-2020, la température moyenne annuelle observée sur la station météorologique de Météo-France la plus proche, « Mayet-de-Montagne », sur la commune du Mayet-de-Montagne à 10 km à vol d'oiseau, est de 10,9 °C et le cumul annuel moyen de précipitations est de 979,2 mm,. Pour l'avenir, les paramètres climatiques de la commune estimés pour 2050 selon différents scénarios d'émission de gaz à effet de serre sont consultables sur un site dédié publié par Météo-France en novembre 2022.

## Urbanisme

### Typologie
Au 1er janvier 2024, Molles est catégorisée commune rurale à habitat dispersé, selon la nouvelle grille communale de densité à 7 niveaux définie par l'Insee en 2022.
Elle est située hors unité urbaine. Par ailleurs la commune fait partie de l'aire d'attraction de Vichy, dont elle est une commune de la couronne,. Cette aire, qui regroupe 50 communes, est catégorisée dans les aires de 50 000 à moins de 200 000 habitants,.

### Occupation des sols

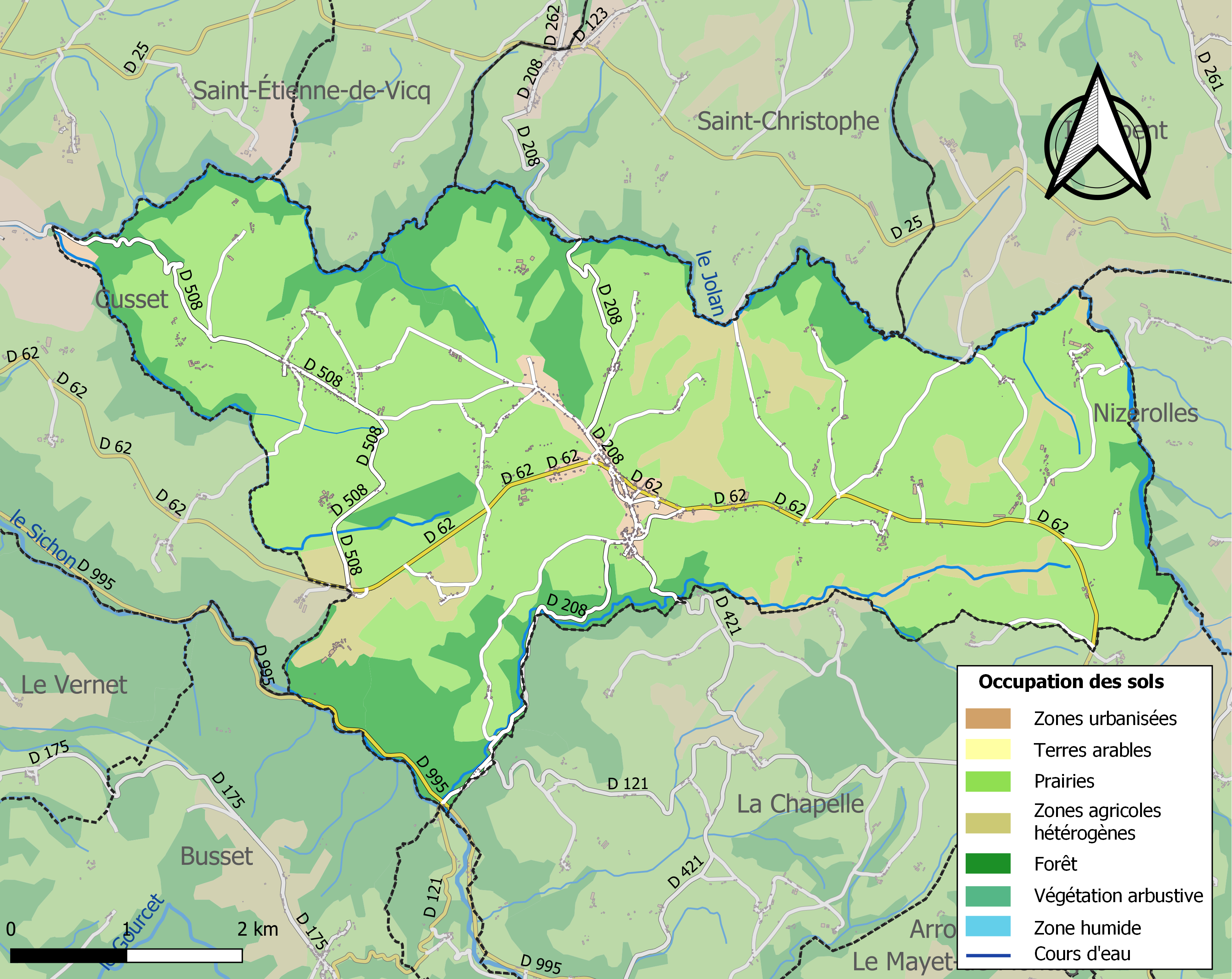
Carte des infrastructures et de l'occupation des sols de la commune en 2018 (CLC).

L'occupation des sols de la commune, telle qu'elle ressort de la base de données européenne d’occupation biophysique des sols Corine Land Cover (CLC), est marquée par l'importance des territoires agricoles (79,6 % en 2018), une proportion sensiblement équivalente à celle de 1990 (80 %). La répartition détaillée en 2018 est la suivante : prairies (70,5 %), forêts (18,3 %), zones agricoles hétérogènes (9,1 %), zones urbanisées (1,9 %), mines, décharges et chantiers (0,2 %).
L'IGN met par ailleurs à disposition un outil en ligne permettant de comparer l’évolution dans le temps de l’occupation des sols de la commune (ou de territoires à des échelles différentes). Plusieurs époques sont accessibles sous forme de cartes ou photos aériennes : la carte de Cassini (XVIIIe siècle), la carte d'état-major (1820-1866) et la période actuelle (1950 à aujourd'hui).

### Logement
En 2020, la commune comptait 459 logements, contre 452 en 2014. Parmi ces logements, 83,2 % étaient des résidences principales, 7,7 % des résidences secondaires et 9,0 % des logements vacants. Ces logements étaient pour 97,6 % d'entre eux des maisons individuelles et pour 1,8 % des appartements.
La proportion des résidences principales, propriétés de leurs occupants était de 87,3 %, en hausse par rapport à 2014 (85,5 %). Il n'existait aucun logement HLM loué vide en 2020, contre un en 2014.

### Planification de l'aménagement
L'ancienne communauté de communes de la Montagne bourbonnaise, dont Molles était membre, avait prescrit l'élaboration d'un plan local d'urbanisme intercommunal (PLUi) en 2014. À la suite de la fusion de la communauté de communes avec la communauté d'agglomération de Vichy Val d'Allier le 1er janvier 2017, c'est Vichy Communauté qui poursuit les procédures de l'élaboration de ce document, approuvé en conseil communautaire le 31 mars 2022 et exécutoire depuis le 13 mai 2022.

### Voies de communication et transports

#### Voies routières
Molles est traversée par la route départementale 62 reliant Cusset (à 10 km à l'ouest) au Mayet-de-Montagne (à 13 km à l'est).
Le territoire communal est également desservi par les routes départementales 208 (vers la Bruyère, lieu-dit des communes de Saint-Christophe-en-Bourbonnais et de Saint-Étienne-de-Vicq ou le Gué Chervais, vers Busset et Saint-Yorre), 421 (vers La Chapelle) et 508 (Gacon, les Vaux, vers Cusset).

#### Transports en commun
Elle est également desservie par la ligne F du réseau Trans'Allier, reliant Cusset au Mayet-de-Montagne (points d'arrêt : Les Vaux, Les Chervins, Le Relais Fleuri, Les Grands Nauds). À certaines heures, et en période scolaire, certains autocars desservent les établissements scolaires de Cusset (Cours Arloing, lycées Valery-Larbaud et Albert-Londres) tandis que d'autres assurent des correspondances avec un train pour Paris en gare de Vichy.[Passage à actualiser] Un ramassage scolaire est assuré sur toute la commune pour l'école de Molles, et vers les établissements du Mayet-de-Montagne.[réf. souhaitée]

Routes traversant la commune de Molles
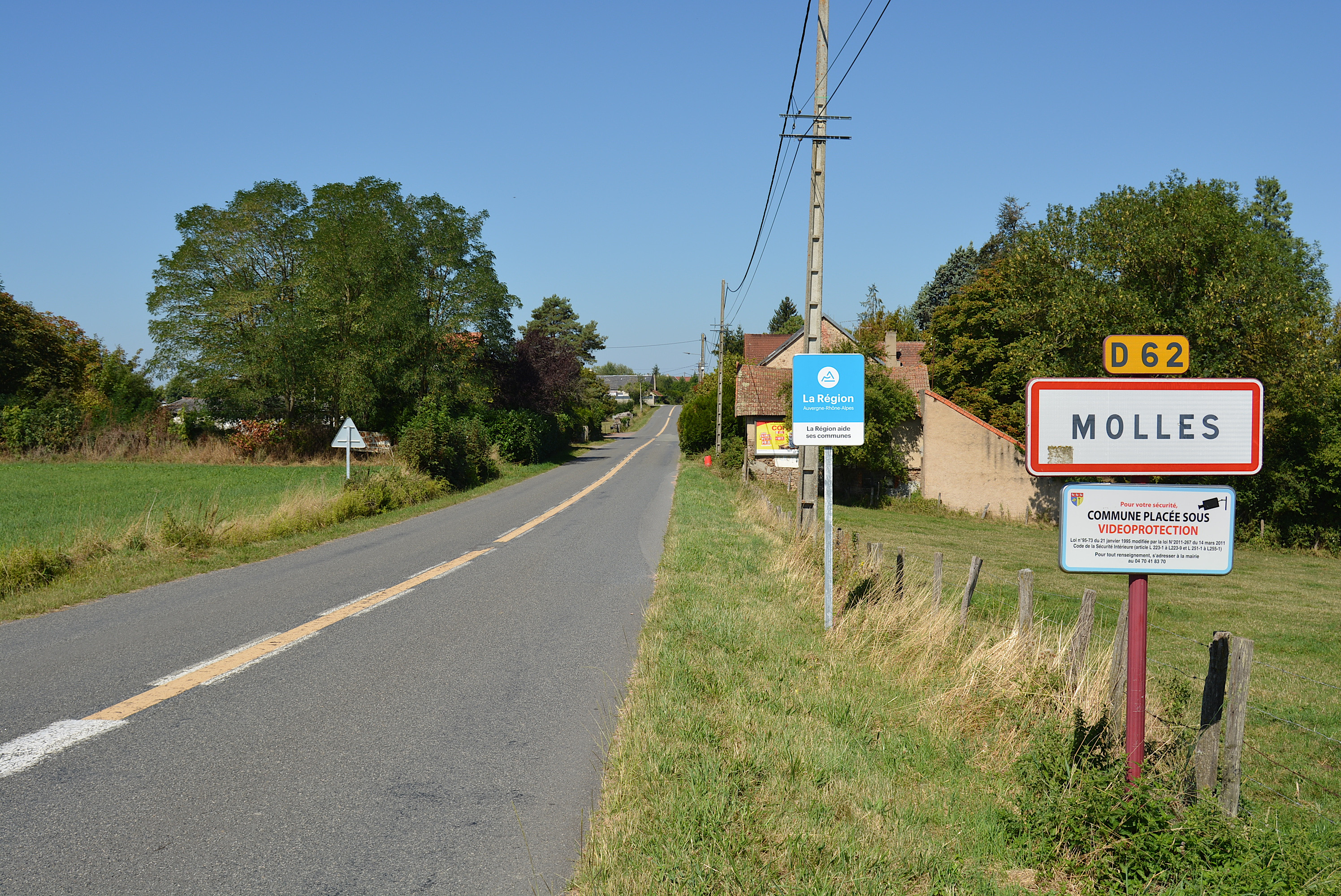
Entrée du village par la D 62 en direction de Cusset.
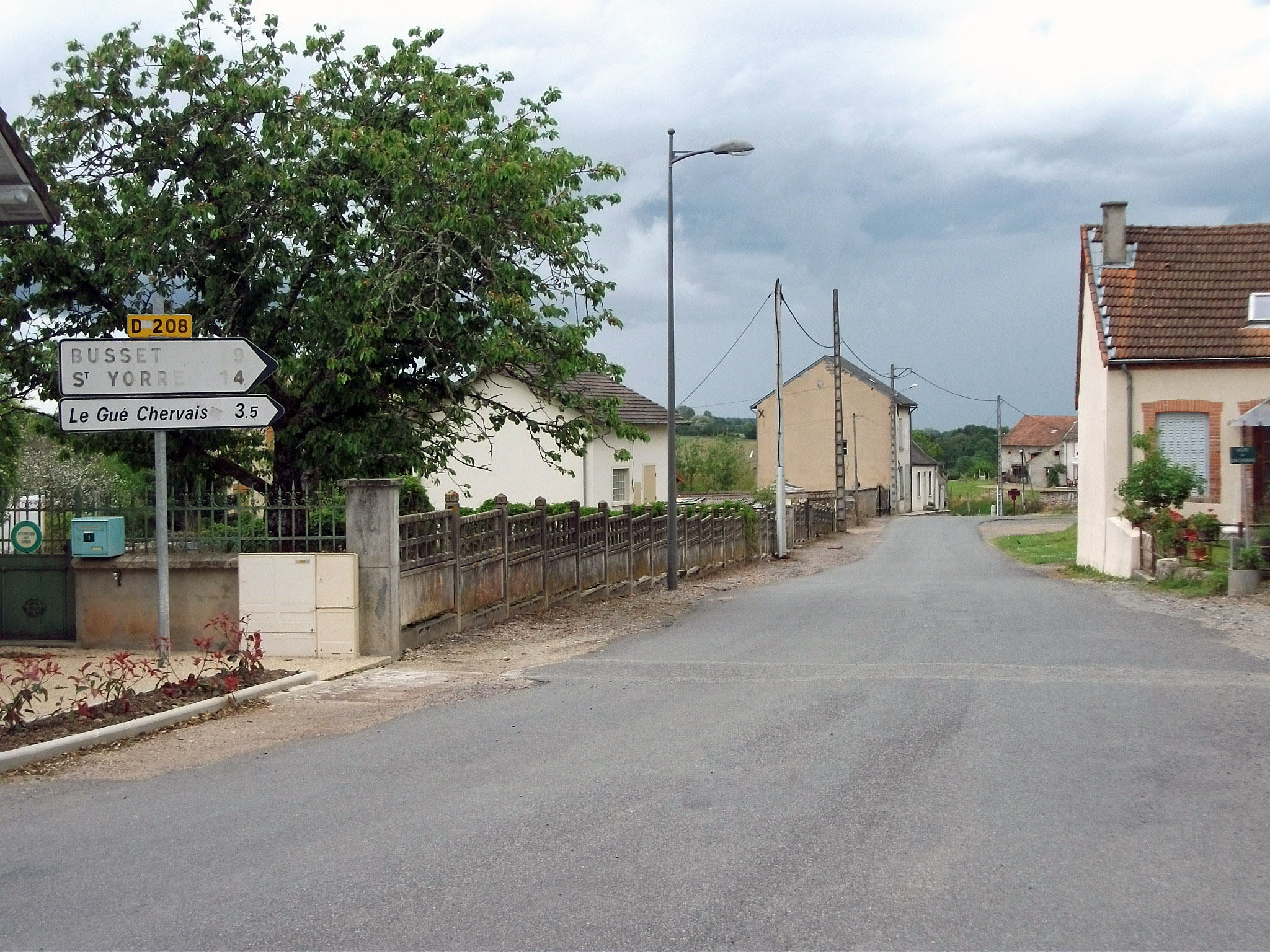
La D 208 vers Saint-Yorre.

### Risques naturels et technologiques
Deux risques majeurs sont recensés sur la commune : le feu de forêt et le risque sismique (zone de sismicité de niveau 2).
Aucun plan de prévention des risques naturels n'a été prescrit et le DICRIM n'existe pas encore.

## Toponymie
En l'an II de la République (1793/1794) la commune portait le nom de Molle, sans s. Le Bulletin des lois de 1801 mentionne l'orthographe actuelle avec s.

## Histoire

### Antiquité
Le site de la Couronne abritait une église paléochrétienne datant de la fin du IVe siècle. Cette occupation présentait « des caractéristiques morphologiques, topographiques et chronologiques d'une petite agglomération de hauteur fortifiée ». Les constructions remontent aux années 430. La première église est constituée d'une nef, prolongée par une abside circulaire. Le site est toutefois abandonné à la fin du IXe siècle, ce qui va permettre la formation de Cusset.
Les investigations archéologiques ont été menées par deux archéologues à la fin du XIXe siècle, montrant des installations gallo-romaines appartenant à une riche villa antique où est implanté un sanctuaire mérovingien. Deux campagnes ont été menées en 2011 et 2012,.

### Révolution française
La commune de Molles a absorbé, pendant la Révolution française, Saint-Germain-en-Molles.
Molles a été rattachée au canton de Busset en 1793.

### Époque contemporaine
Une ligne de chemin de fer ouvre en 1910 en montagne bourbonnaise. Surnommé le « Tacot », ce train assurait des liaisons entre la gare de Vichy (en 54 minutes en 1933) et Lavoine ; l'arrêt à Molles permettait aux voyageurs « de se désaltérer ». L'exploitation cesse en 1949.
Le 20 juin 1944, Jean Zay, ancien ministre de l'Éducation nationale durant le Front populaire, est assassiné par la Milice à Molles. Interné durant l'Occupation à la prison de Riom, il est emmené par trois miliciens sous prétexte d'un transfert à la prison de Melun. Une fois en route, il lui font croire qu'ils sont des résistants chargés de l'amener dans un maquis. Un des miliciens, Charles Develle, le tue dans un bois, près d'une carrière abandonnée, au lieu-dit les Malavaux dans la faille du Puits du diable à Molles. Pour que son cadavre ne soit pas identifié, il est déshabillé et jeté dans une crevasse. Les miliciens lancent des grenades pour provoquer des éboulis qui masqueront le corps. Il ne sera retrouvé par hasard, avec deux autres cadavres, qu'en 1946 par des chasseurs de Molles et de Cusset et enterré dans le cimetière de Cusset. Ce n'est qu'en 1947, que son corps sera identifié et transféré au grand cimetière d'Orléans, ville dont il était l'élu, avant son transfert au Panthéon en 2015. Un monument a été élevé à l'endroit où il a été assassiné.

## Politique et administration

### Découpage territorial
La commune de Molles est membre de la communauté d'agglomération Vichy Communauté, un établissement public de coopération intercommunale (EPCI) à fiscalité propre créé le 1er janvier 2017 dont le siège est à Vichy. Ce dernier est par ailleurs membre d'autres groupements intercommunaux.
Sur le plan administratif, elle est rattachée à l'arrondissement de Vichy, au département de l'Allier, en tant que circonscription administrative de l'État, et à la région Auvergne-Rhône-Alpes.
Sur le plan électoral, elle dépend du canton de Lapalisse pour l'élection des conseillers départementaux, depuis le redécoupage cantonal de 2014 entré en vigueur en 2015, et de la troisième circonscription de l'Allier pour les élections législatives, depuis le dernier découpage électoral de 2010 (quatrième circonscription avant 2010).
En 1801, la commune appartenait au canton de Cusset. Un décret de 1985 scinda le canton en deux et Molles appartenait alors au canton de Cusset-Sud,. La commune est affectée par le redécoupage des cantons du département ; depuis mars 2015, elle est rattachée au canton de Lapalisse.

### Élections municipales et communautaires

#### Élections de 2020
Le conseil municipal de Molles, commune de moins de 1 000 habitants, est élu au scrutin majoritaire plurinominal à deux tours avec candidatures isolées ou groupées et possibilité de panachage. Compte tenu de la population communale, le nombre de sièges à pourvoir lors des élections municipales de 2020 est de 15. La totalité des quinze candidats en lice est élue dès le premier tour, le 15 mars 2020, avec un taux de participation de 51,71 %.

#### Liste des maires
| Période                                  | Période                    | Identité           | Étiquette | Qualité                      |
| ---------------------------------------- | -------------------------- | ------------------ | --------- | ---------------------------- |
| Les données manquantes sont à compléter. |                            |                    |           |                              |
| 1995                                     | 2010                       | René Gadet         |           |                              |
| 2010                                     | En cours (au 21 août 2023) | Christophe Dumont, | DVD       | Délégué territorial à la DDT |

## Équipements et services publics

### Enseignement
Molles dépend de l'académie de Clermont-Ferrand. Elle gère une école élémentaire publique dans le bourg. Le 9 janvier 2021, l'école a été détruite par un incendie, probablement d'origine criminelle. Une nouvelle école devrait être livrée pour la rentrée 2023.
Les élèves poursuivent leur scolarité au collège du Mayet-de-Montagne puis au lycée Albert-Londres de Cusset.

### Justice et sécurité
Molles dépend de la cour administrative d'appel de Lyon, de la cour d'appel de Riom, du tribunal administratif de Clermont-Ferrand, du tribunal de proximité de Vichy et des tribunaux judiciaire et de commerce de Cusset.
La commune est équipée d'un dispositif de vidéoprotection depuis 2022, à la suite de plusieurs incidents (notamment l'incendie de l'école début 2021) qui ont touché le village. Neuf caméras ont été déployées dans différents équipements municipaux et aux entrées du village,.

## Population et société

### Démographie
Les habitants de la commune sont appelés les Mollois et les Molloises.

#### Évolution démographique
L'évolution du nombre d'habitants est connue à travers les recensements de la population effectués dans la commune depuis 1793. Pour les communes de moins de 10 000 habitants, une enquête de recensement portant sur toute la population est réalisée tous les cinq ans, les populations de référence des années intermédiaires étant quant à elles estimées par interpolation ou extrapolation. Pour la commune, le premier recensement exhaustif entrant dans le cadre du nouveau dispositif a été réalisé en 2008.

En 2022, la commune comptait 916 habitants, en évolution de +3,15 % par rapport à 2016 (Allier : −1,38 %, France hors Mayotte : +2,11 %).
| 1793 | 1800 | 1806 | 1821 | 1831 | 1836 | 1841 | 1846 | 1851 |
| ---- | ---- | ---- | ---- | ---- | ---- | ---- | ---- | ---- |
| 690  | 690  | 583  | 545  | 881  | 905  | 917  | 986  | 954  |

| 1856 | 1861 | 1866 | 1872  | 1876  | 1881  | 1886  | 1891  | 1896  |
| ---- | ---- | ---- | ----- | ----- | ----- | ----- | ----- | ----- |
| 992  | 955  | 976  | 1 030 | 1 040 | 1 080 | 1 100 | 1 110 | 1 145 |

| 1901  | 1906  | 1911  | 1921 | 1926 | 1931 | 1936 | 1946 | 1954 |
| ----- | ----- | ----- | ---- | ---- | ---- | ---- | ---- | ---- |
| 1 135 | 1 103 | 1 069 | 967  | 931  | 957  | 880  | 828  | 785  |

| 1962 | 1968 | 1975 | 1982 | 1990 | 1999 | 2006 | 2008 | 2013 |
| ---- | ---- | ---- | ---- | ---- | ---- | ---- | ---- | ---- |
| 751  | 737  | 687  | 688  | 732  | 709  | 781  | 802  | 863  |

| 2018 | 2022 | - | - | - | - | - | - | - |
| ---- | ---- | - | - | - | - | - | - | - |
| 909  | 916  | - | - | - | - | - | - | - |

#### Pyramide des âges
En 2021, le taux de personnes d'un âge inférieur à 30 ans s'élève à 33,3 %, soit au-dessus de la moyenne départementale (29,0 %). À l'inverse, le taux de personnes d'âge supérieur à 60 ans est de 24,3 % la même année, alors qu'il est de 35,6 % au niveau départemental.
En 2021, la commune comptait 457 hommes pour 468 femmes, soit un taux de 50,59 % de femmes, légèrement inférieur au taux départemental (52,03 %).
Les pyramides des âges de la commune et du département s'établissent comme suit :
| Hommes | Classe d’âge | Femmes |
| ------ | ------------ | ------ |
| 0,9    | 90 ou +      | 0,4    |
| 5,3    | 75-89 ans    | 7,5    |
| 16,3   | 60-74 ans    | 18,1   |
| 24,7   | 45-59 ans    | 22,1   |
| 19,9   | 30-44 ans    | 18,1   |
| 15,4   | 15-29 ans    | 15,3   |
| 17,5   | 0-14 ans     | 18,4   |

| Hommes | Classe d’âge | Femmes |
| ------ | ------------ | ------ |
| 1,2    | 90 ou +      | 3      |
| 10     | 75-89 ans    | 13,4   |
| 21,3   | 60-74 ans    | 22     |
| 20,6   | 45-59 ans    | 19,6   |
| 15,7   | 30-44 ans    | 15     |
| 15,6   | 15-29 ans    | 12,9   |
| 15,7   | 0-14 ans     | 14     |

### Manifestations culturelles et festivités
- 30 avril : course pédestre
- 1er mai : foire primée aux moutons et aux fromages de chèvre
- 24 juin : brocante
- 13 juillet au soir : bal populaire
- 19 août : fête de la Batteuse

### Sports
La commune possède un terrain de football, ainsi qu'un club, l'AS Molles, présidé entre 1988 et 1995 par René Gadet, alors adjoint au maire.

## Économie

### Emploi
En 2020, la population âgée de quinze à soixante-quatre ans s'élevait à 598 personnes, parmi lesquelles on comptait 77,0 % d'actifs dont 73,3 % ayant un emploi et 3,7 % de chômeurs.
On comptait 102 emplois dans la zone d'emploi. Le nombre d'actifs ayant un emploi résidant dans la zone étant de 442, l'indicateur de concentration d'emploi est de 23,1 %, ce qui signifie que la commune offre moins d'un emploi par habitant actif.
346 des 442 personnes âgées de quinze ans ou plus (soit 78,2 %) sont des salariés. 15,6 % des actifs travaillent dans la commune de résidence.

### Entreprises
Au 31 décembre 2020, Molles comptait 38 unités légales, dont douze dans la construction, huit dans le commerce de gros et de détail, les transports, l'hébergement ou la restauration et six dans l'industrie (manufacturière, extractive ou autre), ainsi que 45 établissements.

### Agriculture
Au recensement agricole de 2010, la commune comptait 27 exploitations agricoles. Ce nombre est en nette diminution par rapport à 2000 (38) et à 1988 (58).
La superficie agricole utilisée sur ces exploitations est de 2 256 hectares en 2010, incluant 984 ha d'exploitations individuelles et 995 ha issus de GAEC.

### Industrie et artisanat
La commune compte un électricien, un frigoriste, un maçon, deux menuisiers, trois plâtriers, un plombier ainsi qu'un serrurier.

### Commerces et services
La base permanente des équipements de 2014 ne recensait aucun commerce.
La commune compte pourtant un point d'alimentation générale (au Bourg), un bar-tabac (aux Chervins), un boulanger-pâtissier, un café-restaurant « Café du Centre » (au Bourg), un garage Renault et une station-service, un point poste, trois infirmiers et un masseur-kinésithérapeute.

## Culture et patrimoine

### Lieux et monuments

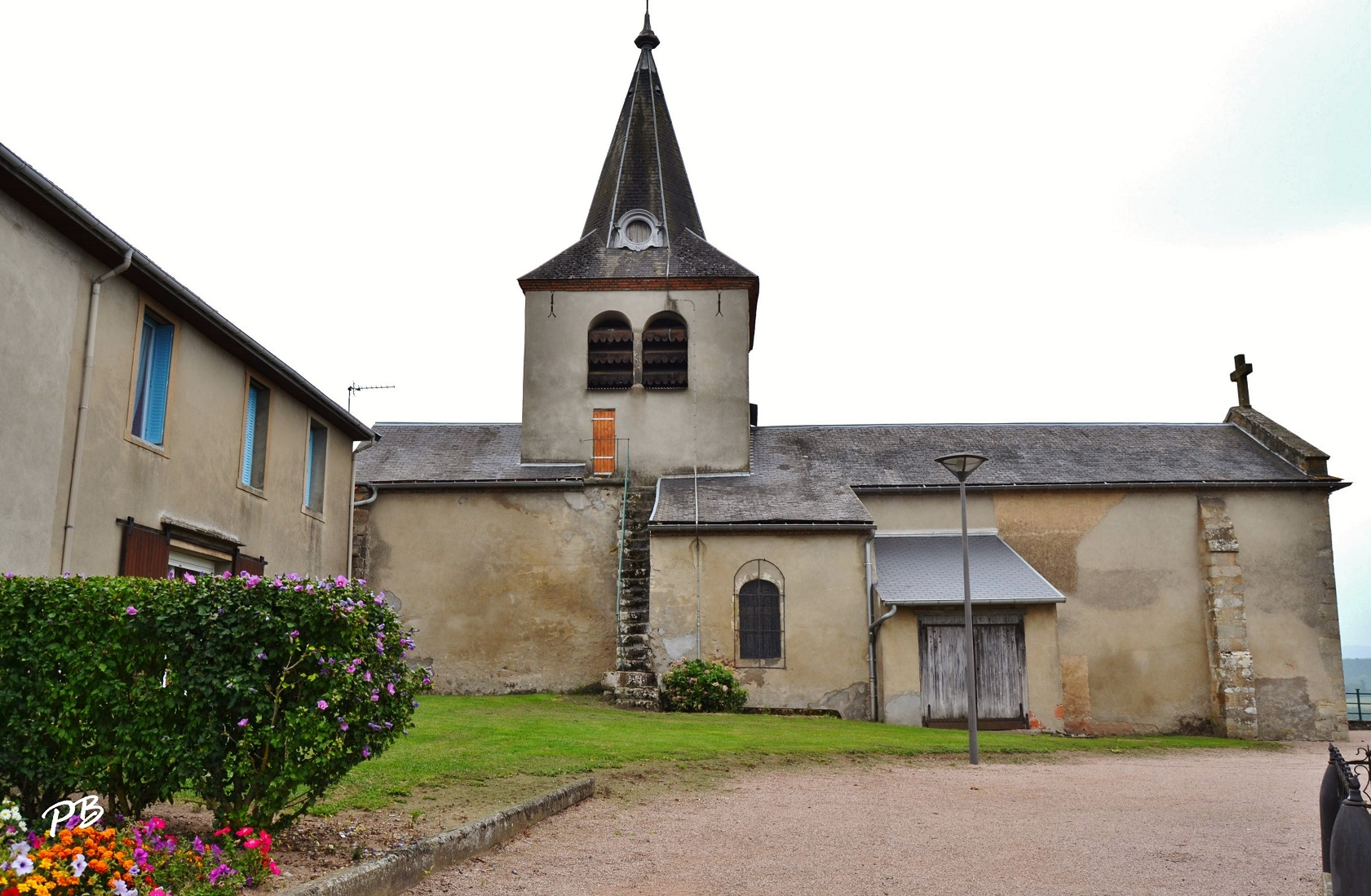
Église.

- Église Saint-Jean-Baptiste, édifice roman fortement remanié à l'époque gothique et au XIXe siècle. Une cloche, datée du troisième quart du XVIIIe siècle (1768), est classée au titre objet en 1907 comme monument historique[47]. Le paysage dans lequel s'inscrit l'église de Molles a été peint par Alphonse Osbert[48].

- Butte de Mirabeau au lieu-dit le Taillis de Pruhlat. Elle se présente sous la forme d'un cône tronqué et occupe une surface d'environ 600 m2. Un escalier situé approximativement au centre de la motte mène à une retraite souterraine ; une galerie taillée dans le tuf avec une voûte elliptique de 1,70 m de haut, large de 1 m environ et longue de 35 m. Les fouilles menées en 1880 ont permis de découvrir des pointes de fer en flèches, des clous, des fragments de vases en terre noire, des meules à bras en arkose[49]…
- Débris d'une enceinte flanquée de tours rondes, sur le Mont-Péroux[50].
- Monument à Jean Zay. Il se situe à l'endroit où Jean Zay a été assassiné, près de la faille du Puits du diable, au nord-ouest du bourg et au sud de la route départementale 508 descendant vers Cusset, non loin de la carrière des Malavaux.

### Personnalités liées à la commune
- Jean Zay, avocat et homme politique français, mort assassiné par la Milice à Molles le 20 juin 1944.

### Héraldique
|  | Les armes de la commune se blasonnent ainsi : Parti, au premier d'azur à la tête de bélier d'or, au second d'or à la crosse de sable ; au chef ondé de gueules chargé de trois merlettes d'argent. |